# Tableau triangulaire
En mathématiques et en informatique, un tableau triangulaire de nombres, ou de polynômes est une suite doublement indexée présentée dans un tableau où chaque ligne a une longueur proportionnelle à son rang.

Triangle de Pascal
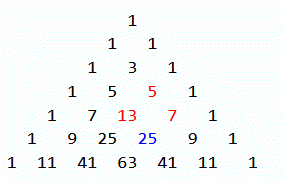
Triangle de Delannoy
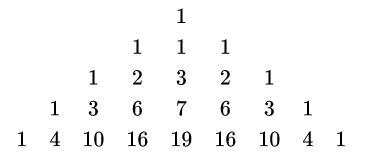
Triangle trinomial

## Définition et présentations
Le tableau peut être défini mathématiquement par une suite double {\displaystyle (T_{n,k})},  les entiers {\displaystyle n,k} vérifiant en général {\displaystyle 0\leqslant k\leqslant n}; mais il peut y avoir des variantes, voir par exemple le triangle trinomial.

### Présentation en escalier
| kn | 0                       | 1                       | 2                       |
| -- | ----------------------- | ----------------------- | ----------------------- |
| 0  | {\displaystyle T_{0,0}} |                         |                         |
| 1  | {\displaystyle T_{1,0}} | {\displaystyle T_{1,1}} |                         |
| 2  | {\displaystyle T_{2,0}} | {\displaystyle T_{2,1}} | {\displaystyle T_{2,2}} |

La ligne d'indice n (qui est la {\displaystyle n+1}-ième) est alors le {\displaystyle n+1}-uplet {\displaystyle (T_{n,0},...,T_{n,n})}, et la colonne d'indice k (qui est la {\displaystyle k+1}-ième) est la suite {\displaystyle (T_{n,k})_{n\geqslant 0}}.

### Présentation pyramidale, ou "en quinconce"
Les lignes sont alors présentées de façon symétrique par rapport à leur centre :
|                         |                         |                         | {\displaystyle T_{0,0}} |                         |                         |                         |
|                         |                         | {\displaystyle T_{1,0}} |                         | {\displaystyle T_{1,1}} |                         |                         |
|                         | {\displaystyle T_{2,0}} |                         | {\displaystyle T_{2,1}} |                         | {\displaystyle T_{2,2}} |                         |
| {\displaystyle T_{3,0}} |                         | {\displaystyle T_{3,1}} |                         | {\displaystyle T_{3,2}} |                         | {\displaystyle T_{3,3}} |

Les "colonnes" du cas précédent sont alors les rangées parallèles au bord gauche.

## Exemples
Parmi les exemples notables, on peut citer :
- Le triangle de Bell, dont les termes dénombrent certaines partitions d'un ensemble[1].
- Le triangle de Bernoulli, donnant les sommes partielles des lignes du triangle de Pascal.
- Le triangle du boustrophédon permettant d'obtenir les développements de fonctions tangente et sécante.
- Le triangle de Catalan[2].
- le triangle de Delannoy.
- Le triangle des dérangements partiels.
- Le triangle d'Euler, dont les termes dénombrent les permutations avec un certain nombre de montées[3].
- Le triangle fibonomial.
- Le triangle de Floyd, dont les entrées sont les entiers dans l'ordre[4].
- Le triangle harmonique de Leibniz.
- Le triangle de Hosoya, basé sur les nombres de Fibonacci[5].
- Le triangle des nombres hyperoctaédriques.
- Le triangle de Lah.
- Le triangle de Lozanić (en), utilisé dans les mathématiques des composés chimiques[6].
- Le triangle de Narayana[7].
- Le triangle des nombres de partitions d'un entier en k parties
- Le triangle de Pascal, dont les entrées sont les coefficients binomiaux[8].
- Le triangle de Pascal (2,1).
- Le q-analogue du triangle de Pascal.
- Le triangle de Rascal.
- Le triangle des nombres de surjections.
- Les triangles des nombres de Stirling (de première et deuxième espèce).
- Le triangle trinomial (où la longueur de chaque ligne est le double de son ordre moins 1).

## Généralisations
Les tableaux triangulaires peuvent énumérer des objets mathématiques autres que des nombres ; par exemple, les polynômes de Bell forment un tableau triangulaire dans lequel chaque entrée est un polynôme.
Une suite triplement indexée peut être représentée en tétraèdre, comme par exemple le tétraèdre de Pascal, et une suite à {\displaystyle d} indices, représentée par un d-simplexe.

## Applications
Outre la représentation des matrices triangulaires, les tableaux triangulaires sont utilisés dans plusieurs algorithmes. Un exemple est l'algorithme CYK pour l'analyse de grammaires non-contextuelles, un exemple de programmation dynamique.
La méthode de Romberg peut être utilisée pour estimer la valeur d'une intégrale définie en remplissant les valeurs dans un triangle de nombres.
La transformation du Boustrophédon utilise un tableau triangulaire pour transformer une suite d'entiers en une autre.